# Вулиця Ливарна (Львів)
Ву́лиця Лива́рна — вулиця в Залізничному районі міста Львова, в місцевості Левандівка. Сполучає вулиці Повітряну та Левандівську і проходить паралельно до вулиці Бандрівського. Нумерація будинків ведеться від вулиці Левандівської. З непарного боку прилучається вулиця Параджанова.
Проїжджа частина замощена колотою бруківкою, над якою, станом на 2015 рік, місцями залишився асфальт; тротуари були вимощені каменем, але пізніше заасфальтовані. З часом асфальт зійшов і тепер хідники мають ґрунтове покриття.
Вулиця прокладена 1957 року, з того часу її назва не змінювалася.
Забудова вулиці Ливарної — дво- і триповерхова житлова барачна кінця 1950-х—початку 1960-х років.

## Галерея

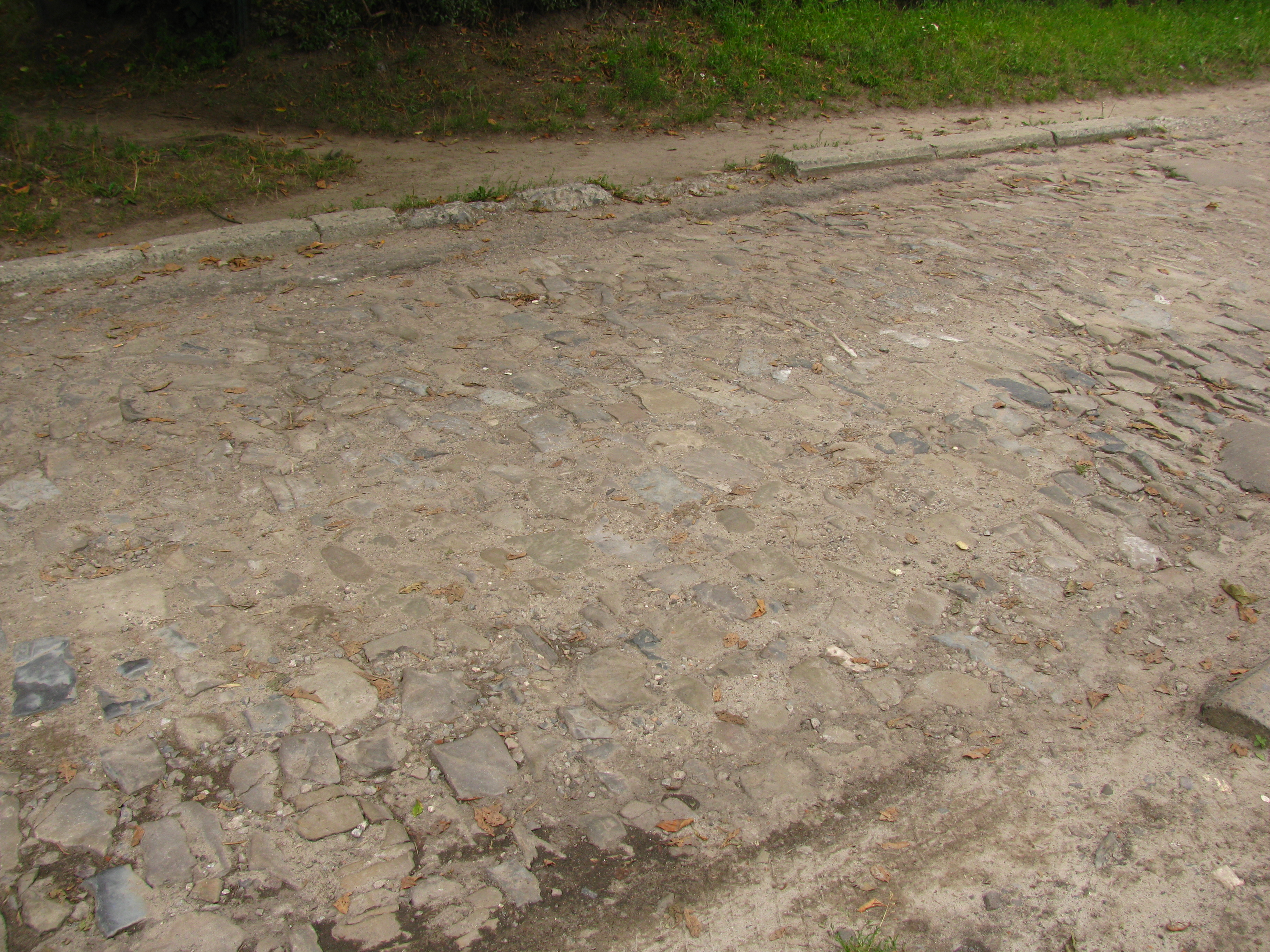
Бруківка на Ливарній
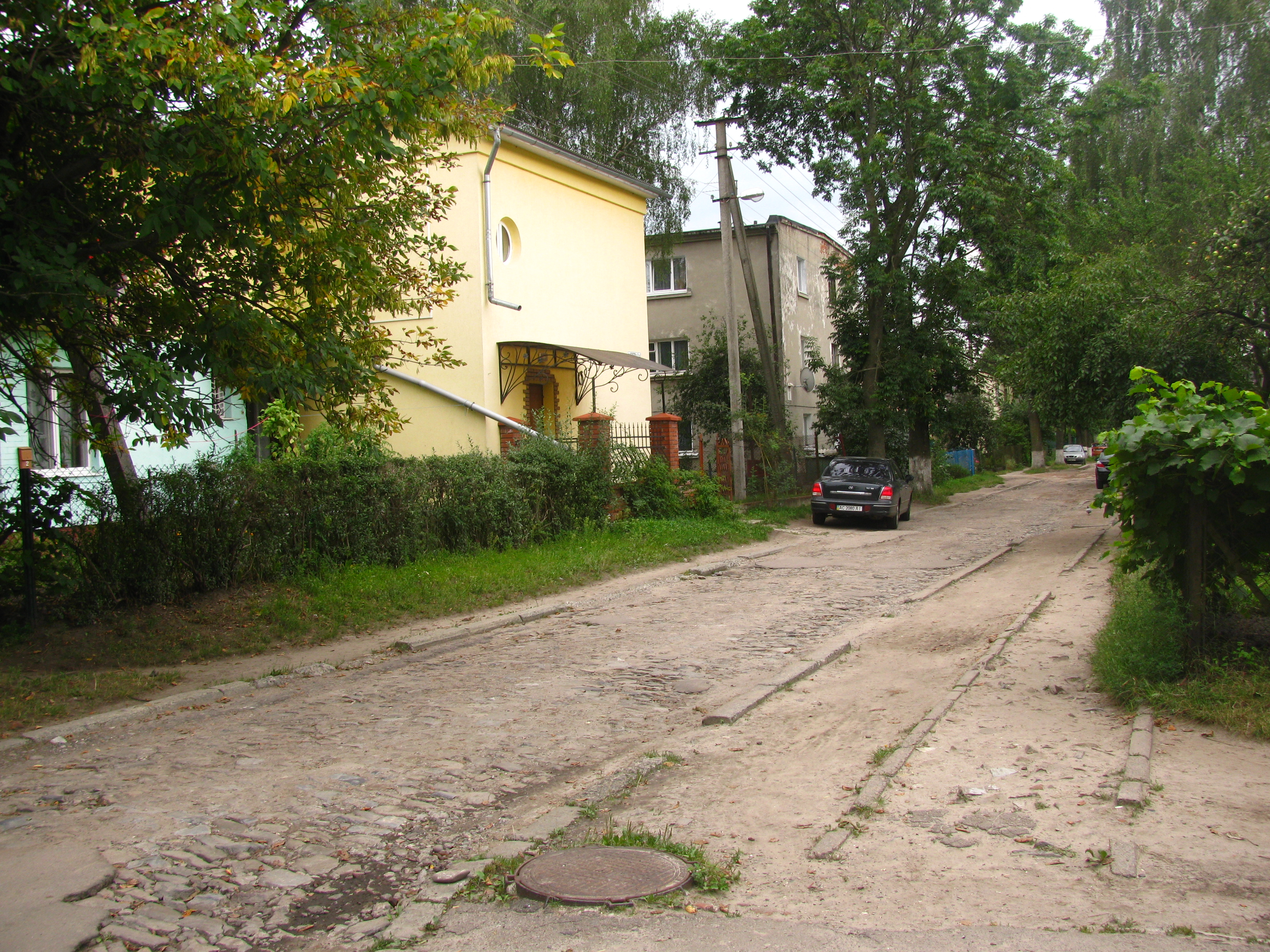
Вулиця Ливарна поблизу перехрестя з вул. Повітряною та Папоротною